# Khoa học hình thức
Khoa học hình thức là một nhánh của khoa học, có mục đích nghiên cứu các ngành liên quan đến hệ thống hình thức, chẳng hạn như logic, toán học, thống kê, trí tuệ nhân tạo, lý thuyết thông tin,....Trong khi khoa học tự nhiên và khoa học xã hội tìm cách mô tả đặc tính của các hệ thống vật chất và hệ thống xã hội, bằng cách sử dụng các phương pháp thực nghiệm, thì khoa học hình thức là công cụ ngôn ngữ liên quan đến việc mô tả các cấu trúc trừu tượng được mô tả bởi các hệ thống hình thức. Các ngành khoa học hình thức hỗ trợ khoa học tự nhiên và khoa học xã hội bằng cách cung cấp thông tin về các cấu trúc được sử dụng để mô tả thế giới vật chất và những suy luận có thể được thực hiện về chúng.

## Từ nguyên
Cách sử dụng hiện đại của thuật ngữ khoa học hình thức, trong văn học tiếng Anh, xuất hiện ít nhất là vào đầu năm 1860,
trong một ấn phẩm di cảo các bài giảng về triết học của Sir William Hamilton, trong đó logic và toán học được liệt kê là các ngành khoa học hình thức. Đi xa hơn nữa vào năm 1819, một cuốn sách giáo khoa bằng tiếng Đức về logic được xuất bản bởi Wilhelm Esser, làm sáng tỏ tầm quan trọng của việc chỉ định khoa học hình thức (Formalwissenschaft) áp dụng cho logic.

## Phân ngành
- Logic
- Toán học
- Thống kê
- Khoa học dữ liệu
- Khoa học thông tin
- Khoa học hệ thống
- Khoa học máy tính